# David Huffman
David Oliver Huffman (10 de mayo de 1945 – 27 de febrero de 1985) fue un actor estadounidense de cine y televisión. En su carrera, que inició en la década de 1970 y terminó abruptamente en 1985, participó en más de treinta series de televisión y en cerca de diez largometrajes. El 27 de febrero de 1985 fue apuñalado mortalmente por un presunto ladrón en San Diego, Estados Unidos.

## Filmografía

### Cine
| Año  | Título          | Personaje        | Observaciones |
| ---- | --------------- | ---------------- | ------------- |
| 1978 | F.I.S.T.        | Abe Belkin       |               |
| 1978 | Ice Castles     | Brian Dockett    |               |
| 1979 | The Onion Field | Phil Halpin      |               |
| 1980 | Wolf Lake       | David            |               |
| 1980 | Leo and Loree   | Dennis           |               |
| 1981 | Blood Beach     | Harry Caulder    |               |
| 1981 | St Helens       | David Jackson    |               |
| 1982 | Firefox         | Capitán Buckholz |               |
| 1983 | Last Plane Out  | Jim Conley       |               |

### Películas de televisión
| Año  | Título                             | Papel            | Notas |
| ---- | ---------------------------------- | ---------------- | ----- |
| 1977 | In the Matter of Karen Ann Quinlan | Paul Armstrong   |       |
| 1981 | Sidney Shorr: A Girl's Best Friend | Jimmy            |       |
| 1981 | The Million Dollar Face            | Christopher Ward |       |
| 1983 | La quinta víctima                  | David            |       |
| 1983 | Sparkling Cyanide                  | Stephan Farraday |       |
| 1984 | Children in the Crossfire          | Larry Malone     |       |